# Antônio Edu Vieira
Antônio Edu Vieira (Lages, 18 de agosto de 1930 — Florianópolis, 3 de agosto de 1960) foi um advogado, jornalista e político brasileiro.
Foi deputado estadual de Santa Catarina na 4ª legislatura, como suplente convocado, de 1959 a 1962, eleito pelo Partido Social Democrático (1945-2003) (PSD).
A rua principal de acesso da Baia Sul à Universidade Federal de Santa Catarina em Florianópolis é denominada Rua Deputado Antônio Edu Vieira.
Morreu em 30 de agosto de 1960, aos 30 anos de idade, sendo sepultado no Cemitério do Itacorubi.